# Кхангсар
Кхангсар (непальск. खाङ्सार) — горная деревня в Непале, находится на высоте 3750 м на территории района Мананг. По данным на 1991 год население Кхангсара состояло из 296 человек, проживавших в 67 частных домах.

## География
Деревня Кхангсар расположена в ущелье реки Марсъянди-Кхола в северо-западной части горного массива Аннапурна. В нескольких километрах ниже по течению Марсъянди-Кхола, сливаясь с Джарсанг-Кхола, образует реку Марсъянди.
В 11 км западнее Кхангсара на высоте 4919 м у подножия пика Тиличо (7134 м) находится высокогорное озеро Тиличо.

## Туризм
Через Кхангсар проходит тропа, ведущая к озеру Тиличо. Берега озера регулярно посещаются любителями горного туризма, путешествующими по пешему маршруту «Трек вокруг Аннапурны». Для туристов в деревне работают гостевые дома, где можно остановиться на ночлег. Также, во время туристического сезона (весна и осень) жители Кхангсара открывают гостевые дома на тропе к озеру — в местечке Шри-Кхарка и в базовом лагере Тиличо.